# Bataille de Lang Vei
Guerre du Viêt Nam
Batailles
La bataille de Lang Vei est une bataille livrée le 7 février 1968, pendant la guerre du Viêt Nam, lors de l'offensive du Têt.
Lang Vei est un camp des Special Forces qui abrite une garnison composée de 24 bérets verts américains et 300 soldats irréguliers (montagnards, laotiens...).

## Déroulement de la bataille

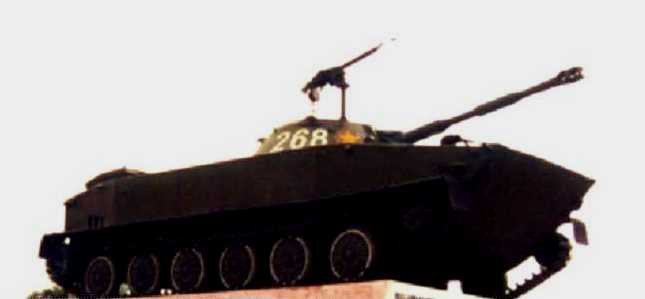
Un PT-76 transformé en monument commémorant la victoire à Lang Vei.

Dans la nuit du 7 février, Lang Vei est attaqué par près de 4000 hommes de l'AVN (Armée du Nord Viêt-Nam), appuyés par neuf blindés PT-76 et T-34. C'est la première fois que des blindés sont utilisés dans le conflit par le Nord Viêt Nam.
Après une nuit de combat épouvantable, le poste tombe. La moitié de la garnison succombe pendant l'assaut, l'autre moitié réussit à franchir l'étau ennemi et à rejoindre la base américaine de Khe Sanh qui n'est éloignée que de 8 kilomètres. Sept des neuf blindés nord-vietnamiens sont détruits pendant les affrontements.
Préambule au siège de Khe Sanh, l'attaque de Lang Vei était un stratagème du haut commandement nord-vietnamien, qui espérait que la base principale de Khe Sanh affaiblirait ses défenses en envoyant des renforts soutenir les assiégés. Cet espoir fut déçu. Les Américains décidèrent de ne pas diviser leurs forces et se contentèrent d'appuyer (vainement) la garnison de Lang Vei par des tirs d'artillerie.

## Conséquences
La chute du poste, qui ne disposait d'aucun dispositif de défense, fut durement ressentie par les Américains et porta un coup dur à leur moral. La bataille principale à venir, à Khe Sanh, allait connaître pour eux une issue très différente.

### Sources et références
- (en) Dictionary of the Vietnam war, Webster's New World, New York, 1999,  (ISBN 0028627466)
- (en) John Prados, The Blood Road: The Ho Chi Minh Trail and the Vietnam War. New York: Wiley Publishing, 1999.
- (en) John Prados et Ray W. Stubbe, Valley of Decision: The Siege of Khe Sanh. Annapolis: Naval Institute Press, 1991.
- (en) Warren A Trest, Khe Sanh (Operation Niagara) 22 January – 31 March. Christianburg: Dalley Book Service, 1997.
- (en) John A. Cash, Seven Firefights in Vietnam. Washington D.C.: The Center of Military History, 1985.